# AbiWord
AbiWord je svobodný textový procesor podporující široké množství operačních systémů od Windows přes Unixové OS až po BeOS a AmigaOS. AbiWord je rychlý editor postavený nad knihovnami Gtk+ s podporou mnoha formátů včetně Microsoft .doc, dokumentů OpenOffice, RTF a dalších. Abiword je součástí GNOME Office a je šířený v souladu s licencí GNU General Public License.

## Vzhled a funkce
Uživatelské rozhraní AbiWordu je podobné aplikaci Microsoft Word pro lepší orientaci přecházejících uživatelů, verze pro jednotlivé OS respektují některé zvyklosti daného systému. Portfolio funkcí není na jednu stranu tak obsáhlé jako má Microsoft Word nebo OpenOffice.org Writer, nabízí však velkou přenositelnost a podporu různých platforem a nenáročnost (minimální hardware by měl odpovídat 486DX a 16 MB RAM).
AbiWord podporuje kontrolu pravopisu prostřednictvím GNU Aspell nebo Ispell, podporuje pluginy nebo automatické vytváření záloh. K dispozici je také možnost přímého zapisování rovnic pomocí LaTeXu či MathML.

## Vlastnosti programu

### Podpora formátů
AbiWord podporuje mnoho různých formátů dokumentů. Aby nedocházelo ke zbytečnému navyšování velikosti základního balíku, je tato podpora ve formě zásuvných modulů. Podrobnější informace o všech formátech a stupni použitelnosti obsahuje wiki stránka projektu AbiWord pojmenovaná PluginMatrix Archivováno 18. 1. 2009 na Wayback Machine..

#### Podpora formátů textových dokumentů kancelářských aplikací
- AbiWord, AbiWord Template a AbiWord komprimovaný nástrojem gzip (nativní formáty aplikace)
- Microsoft .doc, částečně Office Open XML (soubory *.docx)
- OpenOffice.org OpenDocument Format (ODF, ve vývoji)
- Rich Text Format
- KWord
- T602 (jen import)
- WordPerfect (jen import)
- dokumenty .sdw z balíku StarOffice 5.x (jen import)
- Hancom Office (jen import textu)
- PatheticWriter (jen import)
- částečně Applix Word

#### Další formáty souborů, které Abiword podporuje
- prostý text, šifrovaný text
- HTML 4.01, XHTML 1.0 a WML
- WRI
- DocBook
- Psion Word
- Palm .pdb
- Windows Metafile
- soubory pro Microsoft Outlook
- PDF a Postscript (jen export)
- LaTeX (jen export)

### Multiplatformnost
AbiWord je multiplatformní aplikace běžící v současné době na těchto operačních systémech:
- GNU/Linux
- Microsoft Windows - vývoj byl dočasně přerušen, v r. 2022 je opět dostupná i nová verze 3.05 pro windows
- MacOS X
- ReactOS
- AmigaOS 4.0 (skrze Cygnix X11 engine)
- QNX
- FreeBSD
- Solaris
- AIX
- HP/UX (10.20, 11.0)
- OSF/1
- Tru64 Unix
- BeOS (neudržováno)

Pro většinu platforem je nutno překládat Abiword ze zdrojových kódů.

## Historie a verze
AbiWord byl původně vyvíjen společností SourceGear jako budoucí část AbiOffice, svobodného kancelářského balíku. Predpona Abi pochází ze španělského "abierto", které znamena "otevřený". Když se společnost SourceGear přeorientovala na jinou oblast, další vývoj aplikace ležel již jen na bedrech dobrovolných přispěvatelů.
Verze 1.0 byla vydána v dubnu 2002, následovaná verzí 2.0 v září 2003. Verze 2.2 byla vydána v prosinci 2004, následující verze 2.4 v září 2005 a verze 2.6 v roce 2008. V r. 2013 verze 3.0, významná tím, že během jejího vydání byla přerušena oficiální podpora windows. Verze 3.04 v prosinci 2019.